# 迫佑樹
迫 佑樹（さこ ゆうき、1996年8月20日 - ）は、日本の実業家である。
株式会社スキルハックスの代表取締役社長。

## 来歴
立命館大学理工学部ロボティクス学科中退。2018年10月 株式会社スキルハックスを設立。
2020年7月、人生攻略ロードマップ 「個」で自由を手に入れる「10」の独学戦略を出版。

## 著書
迫佑樹『人生攻略ロードマップ 「個」で自由を手に入れる「10」の独学戦略』KADOKAWA、2020年7月31日。ISBN 978-4046048608。